# Detling
Detling – wieś w Anglii, w hrabstwie Kent, w dystrykcie Maidstone. Leży 4 km na wschód od miasta Maidstone i 56 km na południowy wschód od centrum Londynu.